# Bisdom Verdun

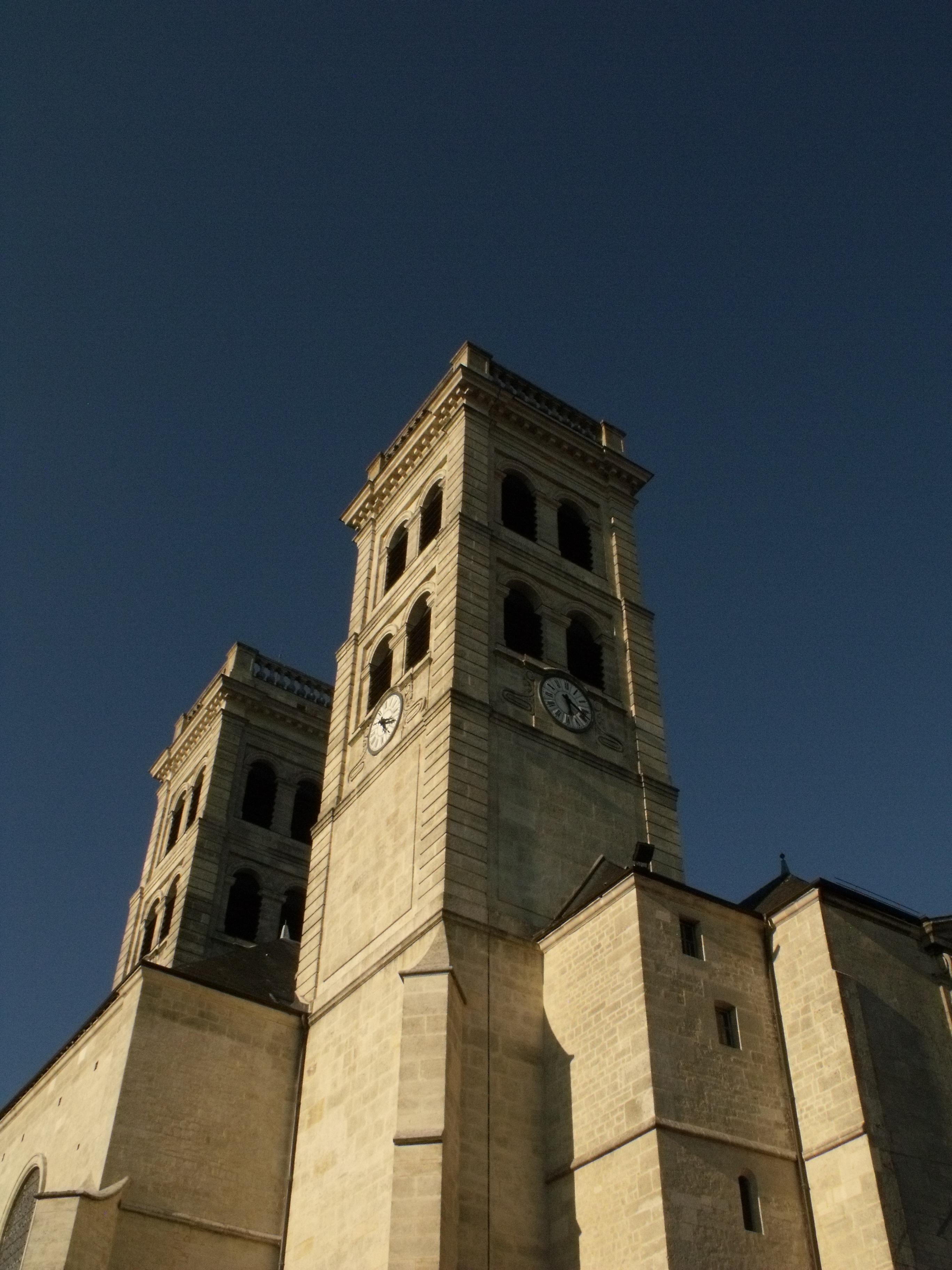
Kathedraal van de bisschoppen van Verdun

Het bisdom Verdun (Latijn: Dioecesis Virodunensis; Frans: Diocèse de Verdun) is een rooms-katholiek bisdom in Frankrijk. Het bestaat onafgebroken sinds de 4e eeuw, met een onderbreking van 1801-1822. De bisschopskerk is de Onze-Lieve-Vrouwkathedraal in Verdun. Vandaag omvat het bisdom het grondgebied van het Maasdepartement (sinds 1822).

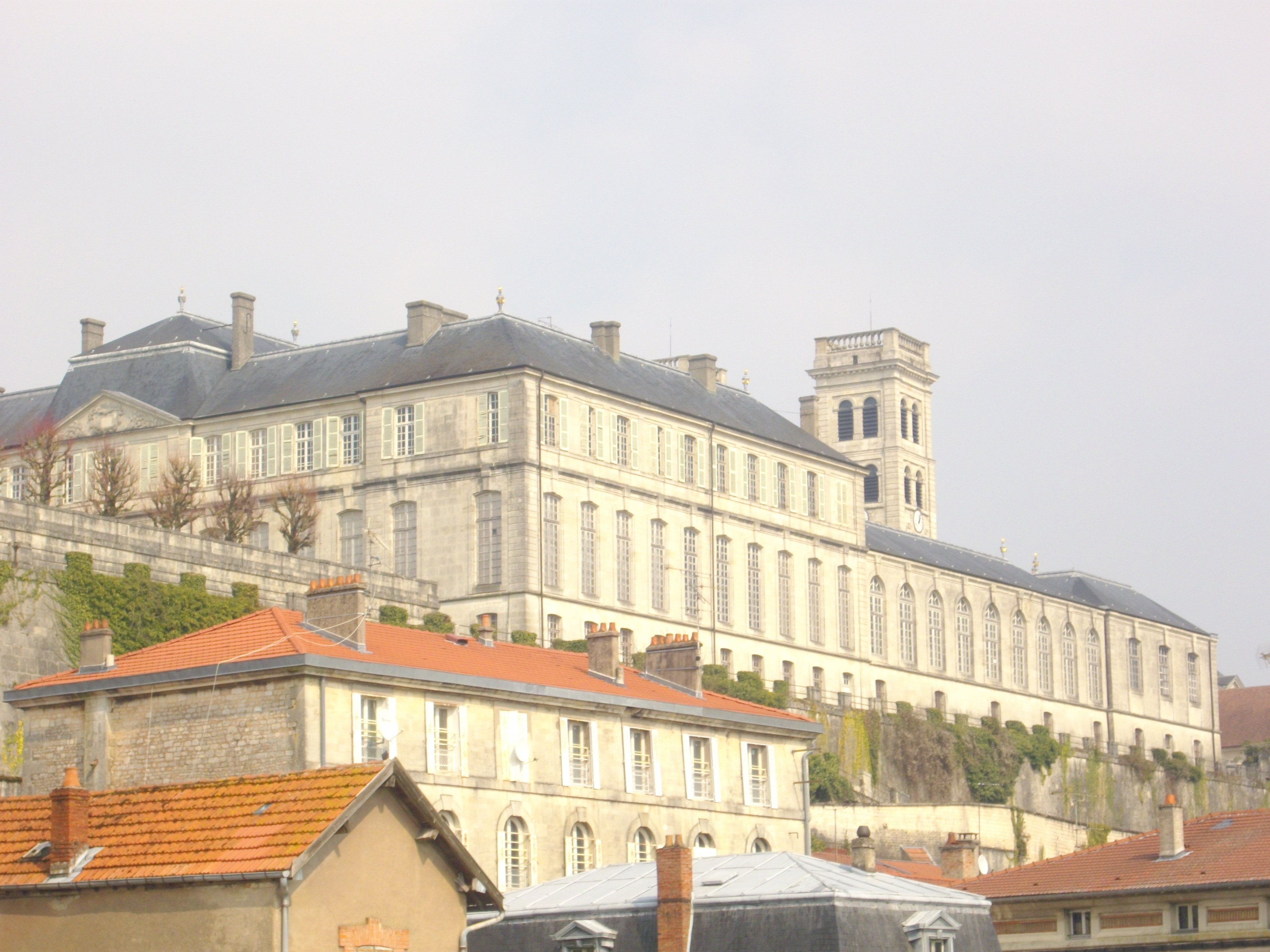
Bisschoppelijk paleis 18e eeuw (tot de Franse Revolutie)

## Geschiedenis

### Romeinse Rijk
Na het Edict van Milaan richtte de katholieke kerk talrijke Gallische bisdommen op, zo ook in het oude gebied van de Mediomatrici in de provincie Belgica Prima. De Mediomatrici hadden al een bisdom in Metz doch ze kregen er een bij in Verdun.

### Middeleeuwen
In het Frankische rijk was Verdun een van de bisdommen van Austrasië, later werd het een bisdom in het hertogdom Lotharingen, in het Heilig Roomse Rijk. De bisschop kwam in het bezit van het graafschap Verdun en werd dus een wereldlijke heerser (circa 997). Zie verder: prinsbisdom Verdun. Het hoogtepunt van het prinsbisdom (of graaf-bisdom) was in de late middeleeuwen. Het bisdom huisvestte tientallen kloosters, inbegrepen deze van de Tempeliers.

### Nieuwe Tijd
Als een van de drie bisdommen van de Trois-Evêchés kwam Verdun in Franse handen. De band met het Heilig Roomse Rijk werd doorgesneden. De bisschoppen verloren hun grafelijk gebied (1648), de rijksstad Verdun verloor haar autonomie (1648) en de bisschoppen van Verdun werden onderworpen aan de politiek van de Franse koning in Lotharingen. In de 18e eeuw bouwden de bisschoppen een groter bisschoppelijk paleis, gelegen naast de kathedraal.

### Nieuwste Tijd
Met de Franse Revolutie hield het bisdom Verdun tijdelijk op te bestaan. In 1822 werd het bisdom opnieuw opgericht door paus Pius VII, mede onder impuls van de Franse koning Lodewijk XVIII.

## Kerkprovincie

### Trier
Van de 4e tot de 18e eeuw behoorde het bisdom Verdun tot de kerkprovincie van de aartsbisschop van Trier. De oorsprong ligt in de Romeinse administratieve indeling van de provincie Belgica Prima. Trier was de hoofdstad van Belgica Prima.

### Besançon
Sinds de 19e eeuw behoort het bisdom Verdun tot de kerkprovincie van Besançon.

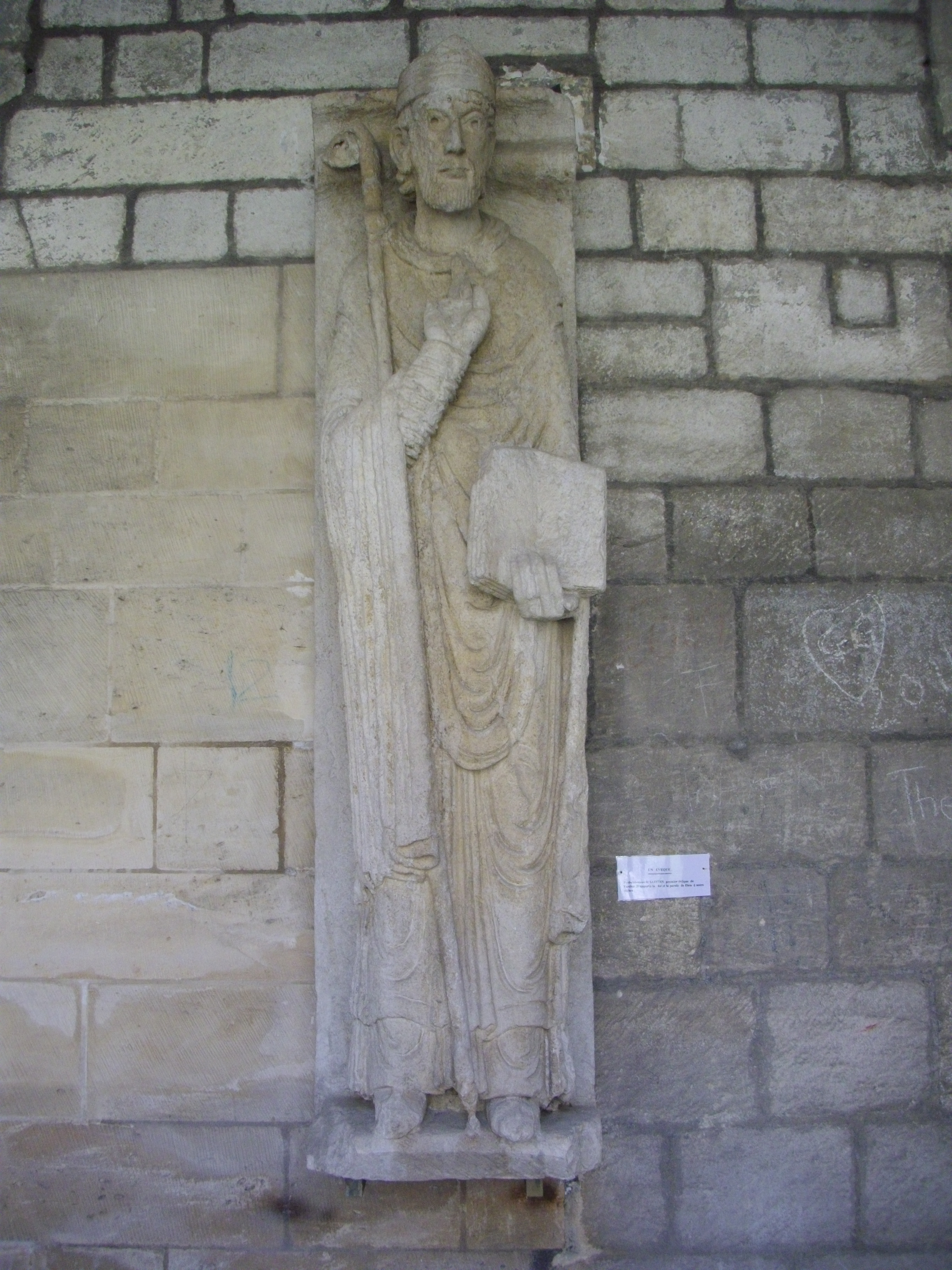
Heilige Sanctinus, in de kathedraal van Verdun

## Enkele bisschoppen
- Sanctinus van Meaux, volgens traditie de eerste bisschop van Verdun in de 4e eeuw
- Paul van Verdun, bisschop 7e eeuw
- Wigfried van Verdun, bisschop 10e eeuw
- Adalbero II van Verdun, graaf-bisschop 10e eeuw
- Adalbero II van Metz, graaf-bisschop 10e eeuw
- Adalbero III van Chiny, graaf-bisschop 12e eeuw
- Jacques Pantaléon, graaf-bisschop en later paus Urbanus IV 13e eeuw
- Jacques de Révigny, bisschop 13e eeuw
- Hugo III van Bar, graaf-bisschop 14e eeuw
- Guy van Roye, graaf-bisschop 14e-15e eeuw
- Willem Fillastre de Jonge, graaf-bisschop 15e eeuw
- kardinaal de Guise, graaf-bisschop 16e eeuw
- Nicolaas van Lotharingen, graaf-bisschop 16e eeuw
- Armand van Monchy d'Hocquincourt, bisschop 17e eeuw, enkel in titel graaf van Verdun
- Placide-Bruno Valayer, bisschop 19e eeuw
- Louis-Ernest Dubois, bisschop 20e eeuw